# Radiofysik
Radiofysik (eller strålningsfysik) är ett vetenskapsområde inom fysiken där man studerar olika former av strålning och dess biologiska effekter.

## Omfattning
Området innefattar de flesta sorters strålning, både elektromagnetisk strålning och partikelstrålning och såväl joniserande strålning som icke-joniserande strålning. Radiofysiken är ett tvärvetenskapligt område med nära anknytningar till biologi, medicin och teknik.

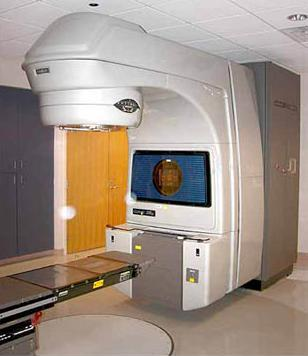
Strålbehandling med acceleratorer är en tillämpning av radiofysik inom sjukvården

## Medicinsk strålningsfysik
Medicinsk strålningsfysik (eller medicinsk radiofysik) används istället för radiofysik som benämning vid tillämpningar som strålbehandling och bildgivande diagnostik med strålning. Ämnets medicinska anknytning är mycket stark och i Sverige bedrivs forskning och utbildning vid både de medicinska och naturvetenskapliga fakulteterna. Forskning inom medicinsk strålningsfysik är ofta teoretisk men de praktiska tillämpningarna (se nedan) är utpräglat kliniska. Den vanligaste grundutbildningen inom medicinsk strålningsfysik är Sjukhusfysikerprogrammet vilket är en femårig yrkesutbildning som ger en yrkeslegitimation från Socialstyrelsen. 
Medicinsk fysik är svenska för Medical physics. Vanligen avses det samma som medicinsk strålningsfysik. En skillnad är dock att medicinsk fysik inkluderar medicinska tillämpningar av fysik som inte nödvändigtvis inbegriper strålning. Exempelvis brukar medicinsk fysik inkludera fysiologiska mättekniker.

## Ämnesområden
Inom radiofysik finns flera viktiga områden.  
- Strålkällors fysik behandlar såväl naturlig som syntetisk produktion av joniserande strålning. Både själva strålkällornas fysik och den resulterande strålningens karakteristik studeras.

- Strålningens växelverkan  med materia är ett ämne med nära anknytning till teoretisk fysik och subatomär fysik. Teoretiska modeller används för att förutsäga hur ett hur olika sorters strålning växelverkar i materia av olika sammansättning och geometrisk form. Eftersom problemen ofta inbegriper stora mängder strålningspartiklar som växelverkar med en viss sannolikhet är Monte Carlo-simulering en viktig metod.

- Strålningsdetektorers fysik är det teoretiska studiet av hur detektorsignalen, till följd av strålningens växelverkan med detektormaterialet, beror av strålningens karakteristik. I studiet ingår också mätvärdesbehandling.

- Strålningsdosimetri är läran om mängden energi som joniserande strålning frisätter i materia. Ämnet bygger på såväl strålningens växelverkan som strålningsdetektorers fysik men har blivit en egen disciplin då både de fysikaliska modellerna och de praktiska tillämpningarna i strålningsdosimetri skiljer sig väsentligt från andra ämnen.

- Strålningsbiologi är egentligen en biologisk disciplin men är ändå en av hörnpelarna inom medicinsk strålningsfysik eftersom den behandlar effekterna av strålning på biologisk materia.

- Strålskydd är läran om hur övriga strålningsdiscipliner tillämpas för att åstadkomma ett effektivt skydd mot strålningens skadliga effekter. Problemen som behandlas i området är ofta tvärvetenskapliga och inbegriper även så vitt skilda områden som biologi, geologi, meteorologi, teknik, juridik och filosofi.

- Strålterapeutisk fysik behandlar de fysikaliska aspekterna av strålbehandling.

- Diagnostisk strålningsfysik behandlar de fysikaliska aspekterna av diagnostiska metoder med strålning. Såväl metoder med joniserande strålning (röntgenundersökningar och diagnostisk nuklearmedicin) som metoder med icke-joniserande strålning (MRT och ultraljud) behandlas.

## Praktiska tillämpningar

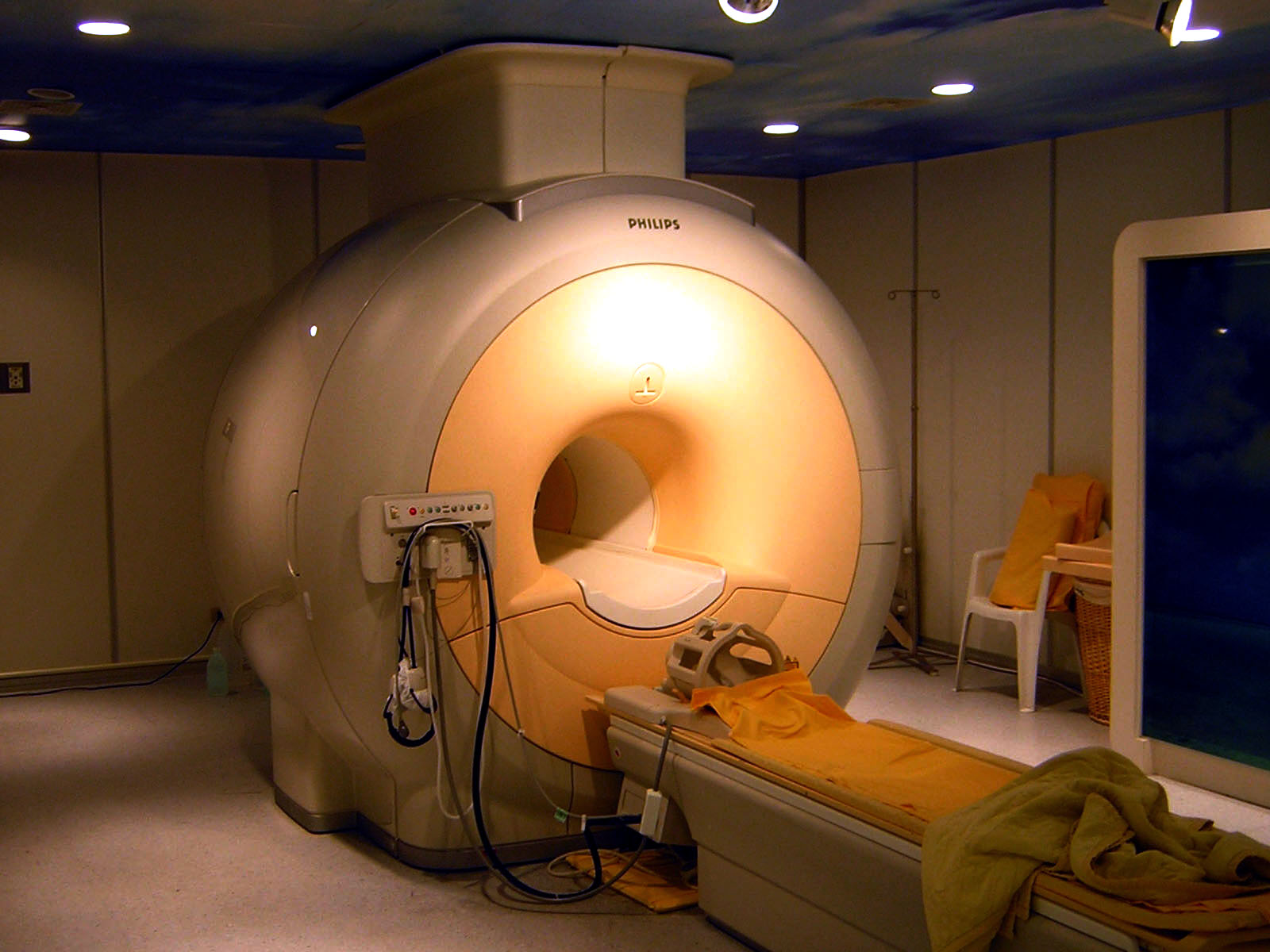
Avbildning med magnetresonans är en annan tillämpning av radiofysik inom vården

Praktiska tillämpningar av radiofysiken finns till exempel inom sjukvården, där strålning används bland annat för röntgenundersökning, strålbehandling och nuklearmedicin. Den som utbildar sig inom medicinsk strålningsfysik kan arbeta som sjukhusfysiker inom sjukvården, som forskare på universitet eller med forskning och utveckling i medicinteknisk industri. Andra områden inom radiofysiken är strålskydd inom industri (särskilt kärnkraftsindustri) och omgivningsradiologi, där man studerar hur radioaktiva ämnen sprids i vår miljö och vilka effekter strålningen från dem har på de biologiska systemen i naturen och på människor.

## Historia
Den första radiofysiska institutionen i Sverige grundades 1938 vid Stockholms universitet av professor Rolf Sievert. Senare kom sievert att bli SI-enhet för storheterna ekvivalent dos och effektiv dos. I dag finns grundutbildning och/eller forskarutbildning inom radiofysik vid universiteten i Stockholm, Göteborg, Lund och Umeå.